# Vintage Dead
Vintage Dead è un album dal vivo del gruppo musicale statunitense Grateful Dead, pubblicato nel 1970.

## Tracce
Side 1
1. I Know You Rider (tradizionale) – 4:25
2. It Hurts Me Too (Elmore James) – 4:17
3. It's All Over Now, Baby Blue (Bob Dylan) – 4:50
4. Dancing in the Street (Marvin Gaye, Ivy Jo Hunter, William "Mickey" Stevenson) – 7:55

Side 2
1. In the Midnight Hour (Steve Cropper, Wilson Pickett) – 18:23

## Formazione
- Jerry Garcia – chitarra, voce
- Bill Kreutzmann – batteria
- Phil Lesh – basso, voce
- Ron "Pigpen" McKernan – organo, armonica, voce
- Bob Weir – chitarra, voce